# Zoria Hałyćka
Zoria Hałyćka – pierwsza ukraińska gazeta wydawana w Galicji.
Powstała jako organ Głównej Rady Ruskiej (HRR), była wydawana od 3 maja 1848 do 9 kwietnia 1857. Początkowo ukazywała się jako tygodnik, w latach 1849–1853 dwa razy w tygodniu, później znowu jako tygodnik. Do 1851 roku była drukowana w ludowym języku ruskim, w latach 1851–1854 w jazycziu, od 1855 znów w kształtującym się właśnie języku ukraińskim.
Redaktorem początkowo był jeden z założycieli „Zorii” i działacz HRR – Antoni Pawęcki, który wydawał ją na własny koszt. W gazecie publikowano wszystkie oficjalne dokumenty Głównej Rady Ruskiej. Później gazeta zaczęła mieć kłopoty ekonomiczne i polityczne, więc w lipcu 1850 gazeta została sprzedana Instytutowi Stauropigijnemu, i została organem ruchu moskalofilskiego. W końcu 1854 została znowu odsprzedana, zmieniając ponownie opcję na narodową. Upadła z przyczyn finansowych w 1857.
Głównymi redaktorami byli kolejno: Antoni Pawęcki (1848-1850), Mychajło Kossak (1850), Iwan Huszałewycz (1850-1853), Bohdan Didyćkyj (10 czerwca 1853–1854), Seweryn Szechowycz (1854), Platon Kostecki (1854-1856), M. Sawczynśkyj (1857).
Z „Zorią” współpracowali między innymi: J. Zharśkyj, Mychajło Kuzemśkyj, Josyp Łewyćkyj, Mychajło Małynowśkyj, Antin Mohylnyćkyj, Antoni Petruszewicz, Łew Treszczakiwśkyj, Ulana Krawczenko.

## Literatura
- Енциклопедія українознавства, Lwów 1993, t. 3, s. 847